# کانر دیمایو
کانر دیمایو (انگلیسی: Connor Dimaio؛ زادهٔ ۲۸ ژانویهٔ ۱۹۹۶) بازیکن فوتبال اهل بریتانیا است.
از باشگاه‌هایی که در آن بازی کرده‌است می‌توان به باشگاه فوتبال چسترفیلد و باشگاه فوتبال شفیلد یونایتد اشاره کرد.
وی همچنین در تیم‌های ملی فوتبال تیم ملی فوتبال زیر 17 سال جمهوری ایرلند، تیم ملی فوتبال زیر 19 سال جمهوری ایرلند و زیر ۲۱ سال جمهوری ایرلند بازی کرده‌است.